# ناحیه هامبانتوتا
ناحیه هامبانتوتا (به لاتین: Hambantota District) یک ناحیه در سری‌لانکا است که در استان جنوبی (سری‌لانکا) واقع شده‌است.

## خصوصیات
ناحیه هامبانتوتا ۲٬۶۰۹ کیلومترمربع مساحت و ۵۹۶٬۶۱۷ نفر جمعیت دارد.